# Rafer Alston
Rafer Alston (* 24. Juli 1976 in New York City, New York), auch bekannt unter seinem Streetballnamen Skip to my Lou, ist ein ehemaliger US-amerikanischer Basketballspieler, der jahrelang ein bekannter Streetball-Spieler war und den Sprung in die NBA geschafft hat, wo er zuletzt in den Diensten der Miami Heat stand. Zuvor war er bei den Milwaukee Bucks, Toronto Raptors, Miami Heat, Houston Rockets, Orlando Magic und den New Jersey Nets unter Vertrag.
Der für einen Basketballspieler eher kleine, 1,88 m große und 78 kg schwere Spieler geht manchmal noch mit jenem And1-Streetballteam auf Tour, dem er einst angehörte. Man kann seine Moves (Tricks), die ihn so beliebt machten, nur noch selten in NBA-Spielen beobachten, da nun Effektivität mehr zählt als die reine Show. Doch auf den And1 Mixtapes (einer Streetball-Videoreihe) sieht man Skip, so sein Kurzname, noch immer aktionsreich spielen.

## Karriere

### Streetball
Alston wuchs in Queens, New York auf und gilt dort nach wie vor als einer der besten Streetball-Basketballspieler aller Zeiten. Seine schnellen Moves haben ihm den Spitznamen 'Skip to my Lou' eingebracht.

### High School
Alston spielte unter Coach Gregory Adams für die St. Jerome School in der Bronx, New York, und unter Coach Ron Naclerio für die Benjamin Cardozo High School in Queens.

### College
Alston verbrachte drei Saisons auf dem College. 1994–1995 war er auf dem Ventura College und von 1996 bis 1998 auf dem Fresno Community College und der Fresno State University, beides Colleges in Kalifornien.

### Milwaukee Bucks (1999–2002)
Rafer Alston wurde in der zweiten Runde des NBA-Drafts 1998 von den Milwaukee Bucks gewählt und verbrachte seine ersten drei Saisons bei dem Team. Er sah sehr wenig Spielzeit und wurde nur spärlich eingesetzt. Er stand in diesen drei Jahren nur bei 114 von 246 möglichen Spielen auf dem Feld und das auch nur für knapp 10 Minuten pro Partie.

### Toronto Raptors (2002–2003)
Die Bucks entschieden sich dazu, Alston gehen zu lassen, und er unterzeichnete am 18. Januar 2003 nach einem so genannten 10-Day-Contract einen Vertrag über den Rest der Saison 2002/03 bei den Toronto Raptors, wo er letztendlich mehr eingesetzt wurde. Er stand für knapp mehr als 20 Minuten pro Partie auf dem Feld und erzielte dabei im Schnitt 7,8 Punkte, 4,1 Assists und 0,8 Steals.

### Miami Heat (2003–2004)
Trotz seiner passablen Leistung entschieden sich die Raptors dafür, den jungen Point Guard nicht erneut unter Vertrag zu nehmen. Als Free Agent unterzeichnete Alston daraufhin einen Vertrag über ein Jahr bei den Miami Heat. Im Laufe der Saison erspielte er sich immer mehr Minuten und startete letztlich sogar in 28 von den 82 Spielen, an denen er in dieser Saison für die Heat teilnahm. In seinen 31,5 Minuten, die er pro Partie im Schnitt auf dem Spielfeld stand, erzielte Alston Karrierebestleistungen von 10,2 Punkte, 4,5 Assists, 2,8 Rebounds und 1.4 Steals. Er stand bereits in seinen ersten beiden Jahren in der NBA in den Play-offs, bekam damals aber kaum Spielzeit. Erst in dieser Saison konnte er in den Playoffs erste richtige Erfahrungen sammeln. In den 13 Playoff-Spielen 2004, in denen er eingesetzt wurde, kam er auf einen Schnitt von 7 Punkten pro Partie.

### Toronto Raptors (2004–2005)
Nachdem er seinen Durchbruch bei den Heat hatte, aber sein Vertrag ausgelaufen war, entschied sich Alston dazu, es erneut bei Toronto zu versuchen. Er wurde in die Startaufstellung gestellt und erzielte 14,2 Punkte und 6,4 Assists pro Spiel, eckte aber öfter mit seinem Coach bezüglich seiner Einstellung an. In dieser Saison wurde der Einzug in die NBA-Playoffs verpasst.

### Houston Rockets (2005–2009)
Am 4. Oktober 2005 wurde Alston im Austausch für Mike James an die Houston Rockets abgegeben, die ihn als Aufbauspieler in die Startaufstellung ihres Teams rund um Yao Ming und Tracy McGrady einsetzten. In seinen drei Saisons konnte Alston im Schnitt ungefähr 13 Punkte, 6 Assists und 1.5 Steals pro Spiel verzeichnen. In der Saison 2006/07 war Alston der Spieler mit den viertmeisten verwandelten Dreipunktewürfen in der NBA. In den letzten beiden Jahren schafften es die Rockets in die NBA-Playoffs, kamen aber nie über die erste Runde hinaus.

### Orlando Magic (2009)
Am 19. Februar 2009 wurde Alston zu den Orlando Magic getradet, um den verletzten Jameer Nelson in den letzten 28 Spielen der regulären Saison in der Startaufstellung zu ersetzen. Die Rockets wollten damit gleichzeitig Platz für den jüngeren Kyle Lowry schaffen und Alston die Möglichkeit geben, für einen Meisterschaftsanwärter zu spielen. Die Magic schafften es in die NBA-Playoffs, in denen sie sich gegen die Philadelphia 76ers, die Boston Celtics und die Cleveland Cavaliers durchsetzen konnten. Alston stand erstmals in seiner Karriere in der Finalserie der NBA, doch die Los Angeles Lakers erwiesen sich als zu stark für die Magic.

### New Jersey Nets (2009–2010)
Am 25. Juni 2009 wurde Alston zusammen mit Tony Battie und Courtney Lee im Austausch für Vince Carter und Ryan Anderson zu den New Jersey Nets geschickt. Die Nets, die sich im Jahr zuvor schon von Jason Kidd getrennt hatten und auf der Suche nach jungen Spielern waren, um ihr Team neu aufzubauen, entließen Alston am 5. Januar 2010, um ihm die Chance zu geben, einen Vertrag bei einem Team zu unterzeichnen, das Chancen auf die NBA-Meisterschaft hat.

### Miami Heat (2010)
Zwei Tage später, am 7. Januar 2010, nahmen die Miami Heat Alston zum zweiten Mal unter Vertrag. Da Alston dafür bekannt war öfter mit seinen Coaches anzuecken und seine Einstellung gegenüber Trainingseinheiten generell eher fragwürdig war, wurde er am 6. März 2010 nach 25 Spielen nach dem Verpassen eines Trainings und eines Spiels von Miami auf unbestimmte Zeit suspendiert. 7 Tage später wurde er für die restliche Saison suspendiert.

### Zhejiang Guangsha (2011)
Alston entschied sich daraufhin, es in der CBA zu versuchen. Er wurde für die CBA Saison 2010/11 von dem Zhejiang Guangsha Basketball Team verpflichtet. Er absolvierte jedoch nie ein Spiel für Guangsha.

### Los Angeles D-Fenders (2012)
Seine letzte Profistation wurden die Los Angeles D-Fenders in der NBA-Entwicklungsliga D-League. Er spielte für die D-Fenders 4 Spiele.

### Scouting für die Timberwolves (seit 2017)
Seit Oktober 2017 betätigt sich der ehemalige NBA-Profi als Scout für die Timberwolves.